# Indre Helgelands prosteri

Prosterier i Sør-Hålogalands stift. Det ljuslila området på kartan är Indre Helgelands prosteri.

Indre Helgelands prosteri (norska: Indre Helgeland prosti) är ett kontrakt (prosteri, norska: prosti) i Sør-Hålogalands stift inom Norska kyrkan. Kontraktet omfattar kommunerna Grane, Hattfjelldal, Hemnes, Vefsn och Rana i Nordland fylke i norra Norge.
Namnet kommer från landskapet Helgeland, som kontraktet utgör en del av.

## Socknar
Indre Helgelands prosteri består av 14 socknar (norska: sokn eller sogn) inom fem kyrkliga samfälligheter (norska: kirkelige fellesråd), motsvarande kommunerna:

### Grane kyrkliga samfällighet
- Grane socken

### Hattfjelldals kyrkliga samfällighet
- Hattfjelldals socken

### Hemnes kyrkliga samfällighet
- Bleikvassli socken
- Hemnes socken
- Korgens socken

### Vefsns kyrkliga samfällighet
- Dolstads socken
- Drevja socken
- Elsfjords socken

### Rana kyrkliga samfällighet
- Grubens socken
- Mo socken
- Nevernes socken
- Nord-Rana socken
- Røssvolls socken
- Sjona socken